# Herbert Armstrong Bevard
Herbert Armstrong Bevard (Baltimora, 24 febbraio 1946) è un vescovo cattolico statunitense, dal 18 settembre 2020 vescovo emerito di Saint Thomas.

## Biografia
Herbert Armstrong Bevard è nato a Baltimora il 24 febbraio 1946. È cresciuto nella confessione presbiteriana.

### Formazione e ministero sacerdotale
Nel giugno del 1964 si è convertito al cattolicesimo. In seguito è entrato nel seminario "San Carlo Borromeo" di Filadelfia dove ha conseguito il Master of Divinity.
Il 20 maggio 1972 è stato ordinato presbitero per l'arcidiocesi di Filadelfia. In seguito è stato vicario parrocchiale della parrocchia della Natività della Beata Vergine Maria a Media e cappellano presso la Pennsylvania State University dal 1972 al 1973; vicario parrocchiale della parrocchia di San Roberto a Chester e cappellano presso la Widener University dal 1973 al 1978; vicario parrocchiale della parrocchia di San Riccardo a Filadelfia dal 1978 al 1983; vicario parrocchiale della parrocchia di San Carlo Borromeo a Bensalem dal 1983 al 1989; avvocato presso il tribunale metropolitano di Filadelfia dal 1985 al 1989; vicario parrocchiale della parrocchia di Sant'Anastasia a Newtown Square dal 1989 al 1994 e parroco della parrocchia di Sant'Atanasio dal 1994 al 2008.
È stato membro della commissione per la cooperazione inter-parrocchiale, del consiglio di revisione dei pastori, del collegio dei consultori e del consiglio presbiterale.
Nel 2003 è stato nominato monsignore.

### Ministero episcopale
Il 7 luglio 2008 papa Benedetto XVI lo ha nominato vescovo di Saint Thomas. Ha ricevuto l'ordinazione episcopale il 3 settembre successivo nella cattedrale dei Santi Pietro e Paolo a Charlotte Amalie dall'arcivescovo metropolita di Washington Donald William Wuerl, co-consacranti l'arcivescovo metropolita di Louisville Joseph Edward Kurtz e il vescovo ausiliare di Filadelfia Daniel Edward Thomas. Durante la stessa celebrazione prese possesso della diocesi.
Nel gennaio del 2012 ha compiuto la visita ad limina.
Il 18 settembre 2020 papa Francesco ha accolto la sua rinuncia al governo pastorale della diocesi. In una lettera al clero e ai fedeli della diocesi di Saint Thomas, ha spiegato che aveva presentato le sue dimissioni il 6 luglio 2020, in modo da poter iniziare i lavori per la nomina del suo successore quando l'anno successivo avrebbe compiuto 75 anni. Nel mese di luglio ha però incontrato diversi gravi problemi di salute e ha chiesto una rapida accettazione delle sue dimissioni.

## Genealogia episcopale
La genealogia episcopale è:
- Cardinale Scipione Rebiba
- Cardinale Giulio Antonio Santori
- Cardinale Girolamo Bernerio, O.P.
- Arcivescovo Galeazzo Sanvitale
- Cardinale Ludovico Ludovisi
- Cardinale Luigi Caetani
- Cardinale Ulderico Carpegna
- Cardinale Paluzzo Paluzzi Altieri degli Albertoni
- Papa Benedetto XIII
- Papa Benedetto XIV
- Papa Clemente XIII
- Cardinale Enrico Benedetto Stuart
- Papa Leone XII
- Cardinale Chiarissimo Falconieri Mellini
- Cardinale Camillo Di Pietro
- Cardinale Mieczysław Halka Ledóchowski
- Cardinale Jan Maurycy Paweł Puzyna de Kosielsko
- Arcivescovo Józef Bilczewski
- Arcivescovo Bolesław Twardowski
- Arcivescovo Eugeniusz Baziak
- Papa Giovanni Paolo II
- Cardinale Donald William Wuerl
- Vescovo Herbert Armstrong Bevard